# Szetuk
A szetuk nyelvi-etnikai kisebbség Észtország délkeleti és Oroszország északnyugati részében. Többnyire magukat észtnek valló ortodox keresztények, akik nemcsak vallásukban térnek el a túlnyomórészt evangélikus észtektől, hanem néprajzi vonatkozásokban is.
Nyelvüket, a szetut az észt nyelv nyelvjárásának is tekintik, de az ugyanabban a délkelet-észtországi régióban beszélt võro nyelvhez hasonlóan jelentősen eltér a sztenderd észttől.
A szetuk száma világszerte mintegy tízezer. Zömük a gyengén iparosodott, erősen hagyományőrző Setomaa (Szetuföld) régióban él, amelyen Észtország (Põlva és Võru megye) és Oroszország (Pszkovi terület) osztozik. Észtország 1991-es függetlenedése óta a Szetuföldet kettévágó államhatár gyakorlatilag átjárhatatlan.
Amíg a sajátos identitás meghatározásában fontosabb szerepet játszott a vallás, mint a nyelv, a szetuk oroszoknak nevezték magukat (vinnelane, vindläne). Ugyanakkor olyan észt hagyományokat őriznek, például a népviseletben vagy az ünnepi szokásokban, amelyek Észtország más területein már kihaltak.
A szetukat először a 19. század elején említik az írott források, ekkor elsősorban újságcikkek. 1848-tól a folklórral foglalkozó tudósok is felfedezték sajátos identitásukat.

## Eredetük
Szetuföld talán már a 13. századtól, de legkésőbb a pecsorai kolostor alapításától (1473) sokáig orosz ortodox befolyás alatt állt, a tőle nyugatra eső vidéken azonban a német hatás volt domináns, ami ott a lurtheranizmus elterjedéséhez vezetett.
A 18. század elejétől Oroszország uralta a Baltikumot és mivel a pszkovi területen jobb volt a parasztok sorsa, vándorlás indult meg nyugatabbról. A szetuk korai kutatói szerint (Kreutzwald, Kirotvorcev) a szetuk jó része ezen vándorlás során érkezett észt volt, bár egy részük már korábban is itt élt, a 19. századvégi orosz történészek azonban azt állították, hogy a szetuk eredetileg oroszok voltak, akik nyelvcsere útján jutottak az észthez hasonló nyelvükhöz.
Az 1880-as években erős oroszosító politika sújtotta az egész észt polgárságot és oktatást. A 20. század elejétől az észt értelmiségiek jelentős szerepet kezdtek vállalni abban, hogy a szetuk észt öntudatra ébredjenek. 1917-ben, az orosz forradalom előtt mintegy fél évvel a szetuk járásai az észt államtanácshoz fordultak azzal a kéréssel, hogy egyesülni szeretnének Észtországgal. A tartui szerződés (1920. február 2.) erre lehetőséget is adott.